# Christian Wilhelm von Teichmann
Christian Wilhelm von Teichmann (auch Teichmann und Logischen); (geb. 11. Juni 1747 in Kraschen; gest. 14. Februar 1816 in Polnisch Wartenberg) war ein preußischer Rittmeister und Landrat.

## Leben

### Herkunft
Christian Wilhelm von Teichmann war der Sohn von Christian Friedrich von Teichmann und Logischen (1710–1781), Erbherr auf Gaffron, und dessen Ehefrau Maria Wilhelmine Charlotte (1721–1759), geb. von Siebeln und Siebelegg.
Seine jüngere Schwester Juliane, verwitwet Gräfin von Kessel und Zeutsch (1752–1790), heiratete am 5. Januar 1777 in Stettin Johann Philipp Benjamin von Weger, welcher der Bruder von Christian Wilhelm von Teichmanns Frau Helene war.

### Werdegang
Christian Wilhelm von Teichmann besuchte das Seminar in Oels. Im Herbst des Jahres 1766 immatrikulierte er sich an der juristischen Fakultät in Frankfurt (Oder). 
1759 trat er ins preußische Heer ein und stieg während seiner Zeit im Kürassierregiment K 8 von Pannewitz bis zum Rang eines Leutnants auf. Etwa 1780 wurde er aufgrund seines Gesundheitszustands mit dem Prädikat eines Rittmeisters aus dem Militärdienst verabschiedet.
Im Anschluss war er zunächst als Kreisdeputierter tätig. Im Juli 1784 bat er um das Amt des Landrates des Kreises Groß Wartenberg, worauf der König am 4. August 1784 schriftlich anmerkte, dass er von Teichmann nicht kenne und auch nicht wisse, ob das Landratsamt vakant sei. Zunächst wurde im Dezember des gleichen Jahres Joachim Sigmund Sylvius von Frankenberg Landrat des Kreises. Nach dessen Tod rückte von Teichmann in das Landratsamt nach und wurde am 22. April 1785 von König bestätigt, mit dem Vorbehalt, dass er ein wirklicher Edelmann zu sein hatte. Das Amt als Landrat übte er bis zum Ende des Jahres 1806 aus.
Christian Wilhelm von Teichmann war Erbherr auf Bischdorf, Mittel-Langendorf und Gaffron. Ab 3. März 1777 war er Mitglied der Freimaurerloge Zu den drei Totengerippen und blieb dies bis 1805.

### Familie
Christian Wilhelm von Teichmann war seit 1774 mit Helene Henriette Eleonore (1752–1792), geb. von Weger und Schwester von Johann Philipp Benjamin von Weger, verheiratet.